# Brandon Curry
Brandon Curry (Nashville, 19 ottobre 1982) è un culturista statunitense.
Soprannominato The Beefcake, è un professionista iscritto alla IFBB dal 2011 ed è vincitore del titolo Mister Olympia nel 2019 e dell'Arnold Classic nelle edizioni 2019 e 2022.

## Biografia
Nativo di Nashville, scopre la passione per il bodybuilding all'età di 6 anni dopo aver ricevuto un paio di manubri per il suo compleanno.
Dopo aver svolto ginnastica per un breve periodo, da adolescente pratica wrestling, atletica leggera e football americano. Studia quindi scienze motorie presso la Middle Tennessee State University, dove si focalizza definitivamente sul culturismo.
Disputa la sua prima competizione di bodybuilding nel 2003 come peso massimoleggero, prima di passare ai pesi massimi nel 2007 in vista dei campionati nazionali, dove si classifica secondo nella sua classe di peso.
Nel 2011 compie il suo debutto nel prestigioso Mister Olympia, classificandosi all'ottavo posto nell'edizione vinta da Phillip Heath. Dopo aver vinto l'Arnold Classic Brasil e Australia, rispettivamente nel 2013 e 2017, nel 2019 compie la sua definitiva ascesa bissando il binomio Arnold Classic e Mister Olympia, superando in quest'ultima occasione l'olandese William Bonac e l'iraniano Hadi Choopan. Partito tra i favoriti per la vittoria dell'edizione successiva, nel 2020 si piazza in seconda posizione davanti al sette volte campione Heath (tornato dopo due anni d'assenza) e alle spalle dell'egiziano Mamdouh Elssbiay.

## Vittorie conseguite e piazzamenti
- 2022 IFBB Mr. Olympia 4º
- 2022 IFBB Arnold Classic 1º
- 2021 IFBB Mr. Olympia 2º
- 2020 IFBB Mr. Olympia 2º
- 2019 IFBB Mr. Olympia 1º
- 2019 IFBB Arnold Classic 1º
- 2018 IFBB Mr. Olympia 5º
- 2017 IFBB Ferrigno Legacy 1º
- 2017 IFBB Mr. Olympia 8º
- 2017 IFBB Arnold Classic Australia 1º
- 2017 IFBB New Zealand Pro 1º
- 2015 IFBB Arnold Classic 16º
- 2013 IFBB Arnold Classic Brasil 1º
- 2012 IFBB Arnold Classic 7º
- 2011 IFBB Mr.Olympia 8º
- 2010 Pro Bodybuilding Weekly Championship 6º
- 2010 Europa Super Show 8º
- 2008 NPC USA Championships 1º
- 2007 NPC USA Championships 2º
- 2006 NPC Junior National Championships 2º
- 2003 Supernatural Bodybuilding 1º